# Ceryx morobeensis
Ceryx morobeensis là một loài bướm đêm thuộc phân họ Arctiinae, họ Erebidae.